# Myrmotherula
Myrmotherula – rodzaj ptaków z podrodziny chronek (Thamnophilinae) w rodzinie chronkowatych (Thamnophilidae).

## Zasięg występowania
Rodzaj obejmuje gatunki występujące w Ameryce Południowej i Centralnej.

## Morfologia
Długość ciała 8,5–10,5 cm; masa ciała 5–11,5 g.

## Systematyka

### Etymologia
Myrmotherula: rodzaj Myrmothera Vieillot, 1816 (kusaczek); łac. przyrostek zdrabniający -ula.

### Podział systematyczny
Do rodzaju należą następujące gatunki:
- Myrmotherula minor Salvadori, 1864 – mrówiaczek ubogi
- Myrmotherula schisticolor (Lawrence, 1865) – mrówiaczek łupkowy
- Myrmotherula sunensis Chapman, 1925 – mrówiaczek śniady
- Myrmotherula unicolor (Ménétriés, 1835) – mrówiaczek jednobarwny
- Myrmotherula snowi Teixeira & Gonzaga, 1985 – mrówiaczek ciemnoskrzydły
- Myrmotherula behni von Berlepsch & Leverkühn, 1890 – mrówiaczek skromny
- Myrmotherula grisea Carriker, 1935 – mrówiaczek boliwijski
- Myrmotherula menetriesii (d’Orbigny, 1838) – mrówiaczek siwy
- Myrmotherula assimilis von Pelzeln, 1868 – mrówiaczek szary
- Myrmotherula longicauda von Berlepsch & Stolzmann, 1894 – mrówiaczek srokaty
- Myrmotherula urosticta (P.L. Sclater, 1857) – mrówiaczek białosterny
- Myrmotherula axillaris (Vieillot, 1817) – mrówiaczek białoboczny
- Myrmotherula iheringi E. Snethlage, 1914 – mrówiaczek ciemny
- Myrmotherula fluminensis Gonzaga, 1988 – mrówiaczek czarnobrzuchy